# Ceratozamie
Ceratozamie (Ceratozamia) je rod rostlin z čeledi (Zamiaceae) třídy cykasů. Rod zahrnuje 21 žijících druhů a další fosilní. Všechny ceratozamie až na jednu žijí v horách Mexika, pouze druh Ceratozamia robusta se vyskytuje i v horách Guatemaly a Belize. Rodový název je odvozen z řečtiny, kde ceras, znamená roh. Toto označení se odkazuje na párové špičaté výrůstky na šupinách (sporofylech) samčích i samičích šišek všech druhů ceratozamií.

## Popis

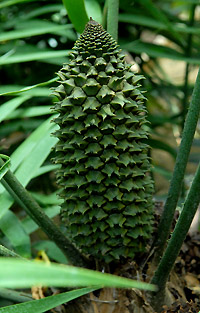
Samičí šiška Ceratozamie mexické (Ceratozamia mexicana) je bodlinatá díky párovým hrotům na šupinách šišky, hlavnímu rozlišovacímu znaku ceratozamií

Ceratozamie jsou dvoudomé rostliny s málokdy se větvícím kmenem, který je buď podzemní, nebo nadzemní. U některých druhů se vytvářejí přízemní nebo kmenové přírůstky. Základy listů jsou obvykle opadavé, nicméně někdy zůstávají na rostlině. Řapíky listů mají často ostny, byť jen malý počet až žádné. Lístky jsou jednoduché, celistvé s rovnoběžnými žilkami a žádnou středovou žilou (tu mají u cykasů jen rody cykas, stangerie a Chigua). Samčí šišky jsou vztyčené a chlupaté. Samičí šišky mají krátké chlupy. Semena jsou bělavá a eliptická nebo oválná.
Všechny ceratozamie jsou velmi podobné rodu zamie (Zamia), jsou však od nich dobře odlišitelné díky dvěma špičatým hrotům na šupinách šišek (sporofylech), díky nimž se šišky jeví bodlinaté.

## Rozšíření
Většina druhů roste ve výškách kolem 800-1000 m n. m., na stinných svazích ve vlhkých lesích. Tyto lesy sahají od tropického deštného pralesa až k borovicovo-dubovým lesům se střídavými obdobími sucha a dešťů. Rozdíly v místě růstu přispívají k rozdílům ve vzhledu rostlin. Druhy se širokými a jemnými lístky žijí ve vlhkém prostředí a druhy s úzkými a tlustšími lístky v prostředí se střídáním sucha a vlhka.

## Ochrana
Mnoho z druhů ceratozamií roste ve velmi malých počtech a takřka všechny jsou popsány jako zranitelné, ohrožené nebo kriticky ohrožené na Červeném seznamu IUCN. Velkým problémem pro tyto rostliny je nelegální obchod. Všechny ceratozamie proto spadají na hlavní seznam CITES I pro obchod s kriticky ohroženými rostlinami. Je proto kontrolován obchod s ceratozamiemi i jejich semeny.

## Druhy
Neexistuje žádná oficiální klasifikace rodu, nicméně studie naznačují, že existují dvě rozdílné skupiny v tomto rodu. V poslední době byl popsána a i řada nových druhů, např. Ceratozamia huastecorum , Ceratozamia becerrae  a další.

### Skupina 1
První skupina obsahuje sedm druhů s menšími šiškami, širokými lístky, na tloušťku jemnými, které se zmenšují postupně směrem k základně listu. Jedná se o:
- Ceratozamia euryphyllidia,
- Ceratozamia hildae,
- Ceratozamia latifolia,
- Ceratozamia microstrobila,
- Ceratozamia miqueliana,
- Ceratozamia morettii,
- Ceratozamia whitelockiana.

### Skupina 2
Druhy v této skupině mají šišky malé i velké. Lístky na listu jsou úzké nicméně na tloušťku silnější až silné, symetrické a nezmenšují se směrem k základně listu. Tato skupina zahrnuje devět rodů:
- Ceratozamia alvarezii,
- Ceratozamia kuesteriana,
- Ceratozamia matudae,
- Ceratozamie mexická (Ceratozamia mexicana)
- Ceratozamia mixeorum,
- Ceratozamia norstogii,
- Ceratozamia robusta,
- Ceratozamia sabatoi,
- Ceratozamia zaragozae.

Dva druhy jsou fosilní:
- †Ceratozamia hofmannii,
- †Ceratozamia wrightii

## Ceratozamie v Česku
Stálicí českých sbírek je druh ceratozamie mexická (Ceratozamia mexicana), jehož vzrostlé exempláře lze nalézt v zahradách v Praze, Brně, Liberci i Olomouci. Sbírkové skleníky v Olomouci  Archivováno 12. 10. 2007 na Wayback Machine. vlastní obří pravidelně plodící stromy samic této ceratozamie. Případy umělého opylení v českých zahradách nicméně nejsou publikovány.
Zahrada v Brně představuje i v ČR ojedinělou rostlinu Ceratozamia miqueliana .

## Přehled druhů
- Ceratozamia alvarezii
- Ceratozamia becarrae
- Ceratozamia euryphyllidia
- Ceratozamia fusco-viridis
- Ceratozamia hildae
- Ceratozamia huastecorum
- Ceratozamia kuesteriana
- Ceratozamia latifolia
- Ceratozamia matudae
- Ceratozamie mexická (Ceratozamia mexicana)
- Ceratozamia microstrobila
- Ceratozamia miqueliana
- Ceratozamia mirandae
- Ceratozamia mixeorum
- Ceratozamia morettii
- Ceratozamia norstogii
- Ceratozamia robusta
- Ceratozamia sabatoi
- Ceratozamia whitelockiana
- Ceratozamia zaragozae
- Ceratozamia zuquorum